# Dos caras tiene el destino
Dos caras tiene el destino es una telenovelamexicana que se transmitió por el Canal 4 de Telesistema Mexicano de Televisa en 1960, con episodios de 30 minutos de duración. Producción de Ernesto Alonso, quien a su vez fue el director general. Telenovela protagonizada por Maricruz Olivier, quien interpretó a un personaje con doble personalidad.

## Argumento
Maricruz Olivier interpreta a una mujer con dos personalidades: una es Marga, una niña muy tímida y familiar y la otra mujer es Rita, una chica muy salvaje que le gusta discotecas y disfraces. Maricruz juega con estos personajes extremadamente bien.

## Elenco
- Maricruz Olivier .... Marga / Rita
- Magda Guzmán
- Alicia Montoya
- Aurora Molina
- José Solé
- Marco de Carlo
- Rafael Bertrand
- Rafael Llamas
- Julio Monterde
- Magda Donato
- Pilar Souza
- Armando Arriola
- Carmen Salas
- Luis Beristáin

## Curiosidades
- Fue la primera telenovela en tratar el tema de la "Doble Personalidad".
- La telenovela está grabada en blanco y negro.

## Producción
- Dirección de Cámaras: José Morris
- Director general: Ernesto Alonso
- Producción: Ernesto Alonso

- Datos: Q5813737